# Jannis Brevet
Pour les articles homonymes, voir Brevet (homonymie).
Jannis Brevet (né à ‘s-Heer Arendskerke, Pays-Bas, en 1959) est chef et copropriétaire avec son épouse Claudia du restaurant Relais et Châteaux triplement étoilé Inter Scaldes à Kruiningen aux Pays-Bas.

## Biographie

### Jeunes années
Jannis Brevet a commencé sa carrière en cuisine à l’âge de 15 ans comme assistant de vacances au restaurant Ockenburg à Goes, puis en stage au restaurant de la Campveerse Toren et ensuite dans la cuisine de De Bokkedoorns à Overveen. Afin d’élargir ses horizons, Jannis Brevet partit en Allemagne au début des années 1990, où il travailla dans plusieurs établissements étoilés, dont plusieurs années dans les établissements trois étoiles Das Tantris à Munich et Die Schweitzer Stuben à Wertheim. De retour aux Pays-Bas, Jannis Brevet travailla d’abord pour l’un de ses anciens employeurs : De Hoefslag, mais il prit rapidement charge des cuisines. Dans les années qui suivirent, Jannis Brevet travailla dans les établissements étoilés Michelin Chagall, Greenpark Hotel, Het Koetshuis et Helianthushof aux Pays-Bas.

### Acquisition d'Inter Scaldes
En 2001, Jannis Brevet repris avec son épouse Claudia le restaurant Inter Scaldes (« entre les Escaut » en latin) à Kruiningen en Zélande. Le restaurant était alors sous la direction du Chef Maartje Boudeling depuis 1968 et avait deux étoiles au Guide Michelin depuis 1984.
Peu après la mort de son frère et trois ans après la reprise du restaurant, un incendie se déclara dans le restaurant en septembre 2003. Le restaurant a été reconstruit et rouvrit en mai 2004, offrant une atmosphère zélandaise de charme, intime et familiale. Malgré l’incendie, Inter Scaldes conserva ses deux étoiles Michelin. Ces épreuves inspirèrent Jannis Brevet à cuisiner de manière plus minimaliste.
Mais sa passion pour l’art raffiné et minimaliste de l’après 1950, avec une préférence pour l’art abstrait (géométrique), ont influencé et continue d’influencer sa cuisine. Sa devise « rien n’est plus difficile que la simple cuisine » et « l’art de laisser de côté. » Ce qui fascine Jannis, c’est la synesthésie entre l’art et la cuisine ; le lien entre les perceptions et les représentations des différents sens. Les couleurs, les lignes, les formes et les structures inspirent la cuisine. 
La cuisine de Jannis Brevet est devenue célèbre grâce à des plats de crustacés et de coquillages que les Membres du Club royal des gastronomes de Belgique ont pu apprécier à plusieurs reprises. Jannis Brevet est un adepte des sauces : « Il n’y a rien de plus difficile que de faire des sauces. Un steak est un steak et une truite est une truite, vous ne pouvez pas changer cela. Ma signature est dans cette sauce, je mets mon émotion dans cette sauce, je suis dans cette sauce. »

### Trois étoiles
Le magazine culinaire Gault & Millau a décerné à Jannis Brevet le titre de « Chef de l’année » en 2006. Depuis 2011, le même guide lui octroie 19,5/20. En 2012, Brevet a été distingué en tant que Master Chef SVH (aux Pays-Bas, la SVH est une organisation ayant pour but d’accroître les compétences professionnelles dans le secteur de l’hôtellerie). Le magazine culinaire Lekker place Inter Scaldes numéro 1 dans son top 100 en 2019-2021.
C’est en 2018 qu’Inter Scaldes apparut dans le Guide Michelin avec trois étoiles. Jannis Brevet était à cette époque, avec Jonnie Boer et Jacob Jan Boerma, l’un des trois chefs aux Pays-Bas avec la plus haute distinction du fabricant de pneus, et le cinquième dans l’histoire du pays à la recevoir. En 2020, le Club royal des gastronomes de Belgique remis à Jannis Brevet sa plus haute distinction, le Prix cristal, pour « sa cuisine étonnante, réfléchie et aboutie ». En 2022, le restaurant Inter Scaldes est classé 34e au classement international La Liste, juste devant la Maison Troisgros et Pierre Gagnaire.